# Zeche Dahlbusch
Die Zeche Dahlbusch war ein Steinkohlen-Bergwerk in Gelsenkirchen-Rotthausen. Nach der Zeche Dahlbusch ist die Dahlbuschbombe, eine Rettungskapsel, benannt.

## Geschichte

### 1845–1889

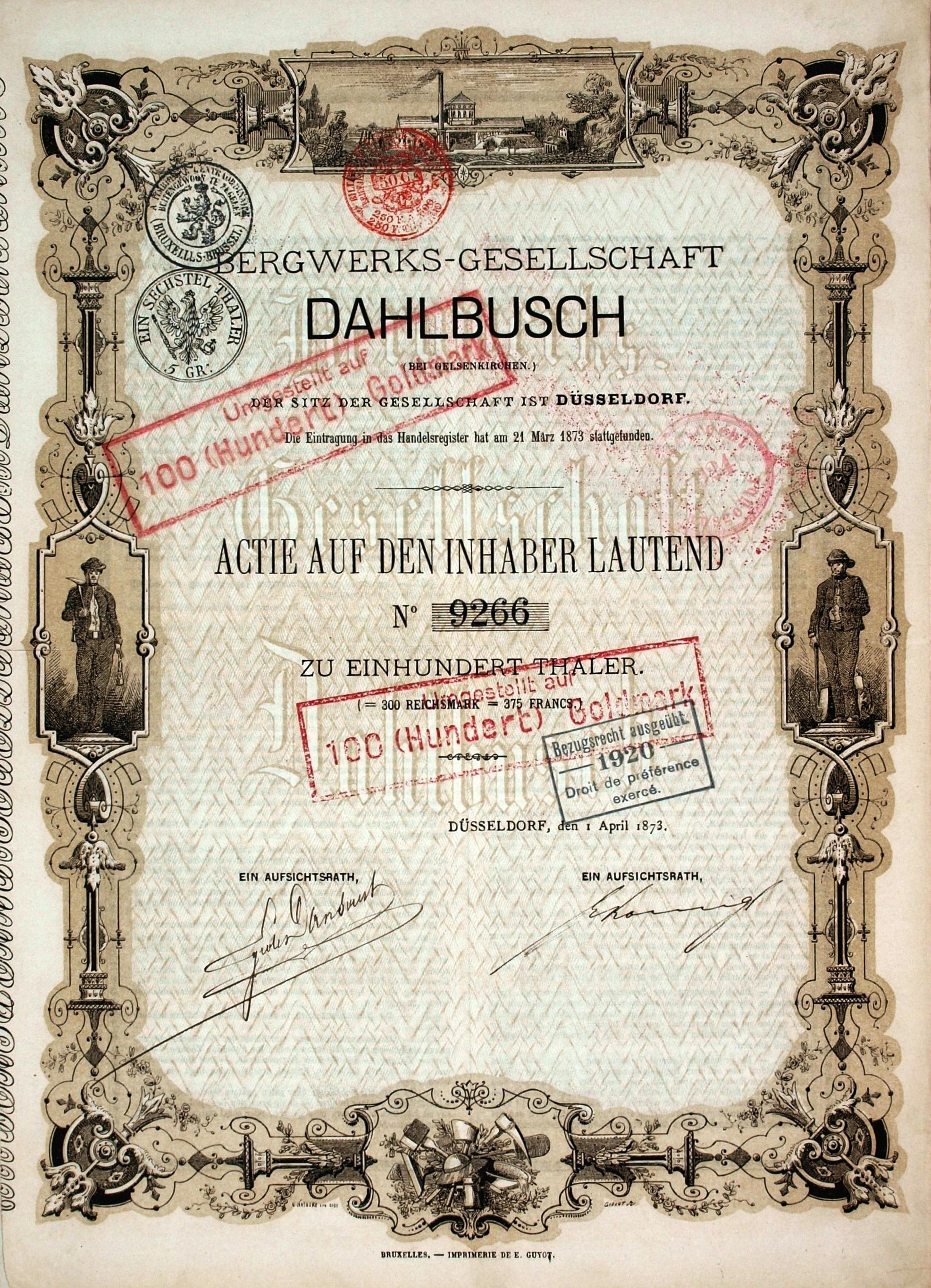
Aktie über 100 Thaler der Bergwerks-Gesellschaft Dahlbusch vom 1. April 1873, Vorderseite

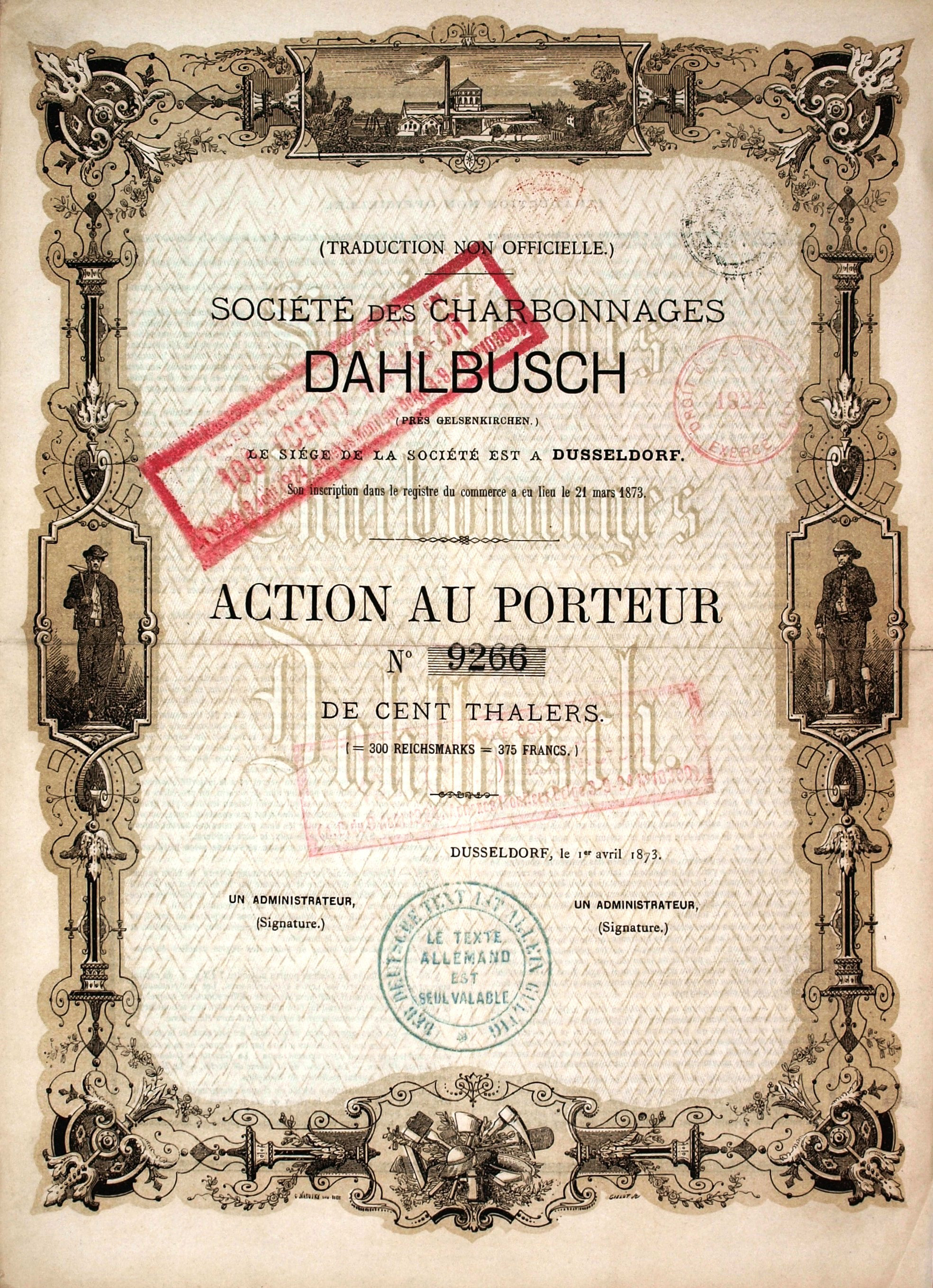
Rückseite der Aktie auf Französisch

Zwischen 1845 und 1847 muteten mehrere Gewerken Grubenfeldbesitze im Bereich der Emschermulde um das Dorf Rotthausen herum. Im Jahre 1847 erwarben der deutsche Bergassessor Heinrich Thies sowie ein belgisches Finanzkonsortium die Anteilsmehrheit an dem Grubenfeldbesitz und gründeten die „Englisch-Belgische Gesellschaft der Rheinischen Bergwerke“.
1848 wurde mit dem Abteufen des ersten Schachtes in der Nähe der Kirche von Rotthausen begonnen, der den Namen „König Leopold“ erhielt (wohl nach dem belgischen König Leopold I.). Aufgrund finanzieller Engpässe musste die Betreibergesellschaft mehrfach liquidieren. Dadurch wurden die Teufarbeiten wiederholt unterbrochen, so dass die Endteufe erst 1857 erreicht werden konnte. Nach Umwandlung der Ursprungsgesellschaft in die deutsch-belgische Aktiengesellschaft S.A. der Belgisch-Rheinischen Kohlenbergwerke an der Ruhr konnten die Teufarbeiten schließlich fortgeführt werden und der Schacht schließlich 1860 in Förderung gehen.
Daraufhin wurde mit dem Erschließen der Randbereiche des Grubenfeldes begonnen. 1868 bis 1870 wurde nördlich von Rotthausen der Schacht 2 niedergebracht. Die Teufarbeiten wurden durch Anwendung eines neuartigen Schachtbohrverfahrens nach Kind und Chaudron erheblich beschleunigt. Wegen der günstigen Lagerstättenverhältnisse wurde der Schacht 2 als eigenständige Förderanlage ausgebaut. Um ihn herum entstand die Dahlbusch-Siedlung als Werkssiedlung.
1873 wurde die alte Betreibergesellschaft erneut liquidiert, da sie die notwendigen Finanzmittel zur weiteren wirtschaftlichen Erschließung der zwei Schachtanlagen nicht aufbringen konnte. Als Nachfolgegesellschaft wurde die Bergwerks-Gesellschaft Dahlbusch neu gegründet. Unter diesem Namen firmierte das gesamte Bergwerk fortan.
1874 bis 1877 wurde im südlichen Feldesteil an der Straße nach Kray die Doppelschachtanlage 3/4 abgeteuft. Diese wurde mit zwei Malakowtürmen ausgestattet und fungierte ebenfalls als eigenständige Förderanlage. Die Förderung entwickelte sich von nun an stetig. 1881 war die Zeche Dahlbusch mit einer Förderung von 877.000 Tonnen jährlich die größte Förderanlage des Ruhrreviers, trotz des verhältnismäßig kleinen Grubenfeldes.
Die wirtschaftliche Stabilität ermöglichte es der Bergwerksgesellschaft Dahlbusch, ihre wirtschaftliche Unabhängigkeit zu wahren. Ein Übernahmeangebot durch die Gelsenkirchener Bergwerks-AG im Jahre 1887 konnte durch die Aktionäre abgelehnt werden. Faktisch konnte die Dahlbusch AG ihre Selbständigkeit bis zum Ende des Betriebes aufrechterhalten.

### 1890–1949
1890 begründete die Dahlbusch AG mit anderen Bergwerksbetreibergesellschaften zusammen das Rheinisch-Westfälische Kohlensyndikat (RWKS) als Interessenvertretung. Die Schachtanlage 2 erhielt von 1890 bis 1895 mit dem Schacht 5 einen neuen Förderschacht. 1896 bis 1899 wurde auf der Schachtanlage 3/4 der Schacht 6 als neuer moderner Förderschacht abgeteuft. Nach dessen Fertigstellung wurde 1900 der Malakowturm über Schacht 4 durch einen zweigeschossigen Tomson-Bock ersetzt, damit er als Seilfahrt- und Materialschacht genutzt werden konnte.
1900 wurden sowohl auf Dahlbusch 2/5 wie auch auf Dahlbusch 3/4/6 jeweils eine Kokerei in Betrieb genommen. 1912 bis 1914 wurde zur Verbesserung der Wetterführung neben dem zentral gelegenen Schacht 1 der Schacht 7 oder Schacht Berger niedergebracht. Schließlich wurde von 1914 bis 1916 auf der Schachtanlage 2/5 der neue Förderschacht 8 abgeteuft, der mit einem großen Doppelstrebengerüst ausgestattet wurde, da er auf lange Frist als Zentralförderschacht vorgesehen war.
1919 wurde die Kokerei der Schachtanlage Dahlbusch 2/5/8 stillgelegt und im Gegenzug die Kokerei 3/4/6 zur Zentralkokerei ausgebaut. Ab 1926 entstand eine Materialseilbahn.
Die Förderung erreichte mit 1,2 Millionen Tonnen jährlich ihren Höchststand. Zur Verbesserung des Kohlen- und Koksabsatzes gehörte die Dahlbusch AG zu den Gründern bzw. Beteiligungsnehmern einiger großer Folgeunternehmen, so der DELOG AG für Glasherstellung, der Ruhrchemie in Oberhausen und einiger anderer.
In den Zeiten der Weltwirtschaftskrise wurden umfangreiche Rationalisierungsmaßnahmen vorgenommen. Zwischen 1927 und 1934 wurden die Schächte 1 bis 5 aufgegeben und verfüllt, da für das relativ kleine Grubenfeld der Betrieb nur mit den drei Schächten 6, 7 und 8 wirtschaftlich sinnvoll war. 1936 wurde ein Teil des Grubenfeldes der benachbarten stillgelegten Zeche Hibernia sowie deren Schacht 1 als Außenanlage angepachtet und weiterbetrieben.
Am 23. August 1943 ereignete sich eine Schlagwetterexplosion, durch die 38 Bergleute ums Leben kamen.
1944 fiel der Schacht 8 wegen eines Bombentreffers in der Maschinenzentrale zeitweise für die Förderung aus. Schacht 6 übernahm vorübergehend die Förderung.

### 1950–1966
In den 1950er Jahren hatte die Zeche verstärkt mit Schlagwettergefährdung zu kämpfen. Am 20. Mai 1950 ereignete sich eine schwere Schlagwetterexplosion im Westfeld (Schacht 6, 7. Sohle) mit 78 Toten. Sechs Überlebende kamen mit schweren Verbrennungen, teilweise dritten Grades, in das damalige Knappschaftskrankenhaus in Gelsenkirchen-Ückendorf. Der am schwersten Verletzte war Heinz Otto Engelhardt (1923–1997), er wurde vom damaligen Arbeitsminister besucht. Die zentrale Trauerfeier fand am 25. Mai 1950 auf dem Zechenplatz vor dem Unglücksschacht 6 statt, Bundespräsident Theodor Heuss hielt die Trauerrede, anschließend begleitete er den langen Trauerzug durch die von Menschen dichtgesäumten Straßen von Gelsenkirchen-Rotthausen zum Friedhof. Das damals angelegte Gemeinschaftsgrab mit einem großen Bronzedenkmal aus vier überlebensgroßen Knappen an einer Grabplatte ist noch vorhanden. Der Vorfall hatte ein parlamentarisches Nachspiel; 1950 befasste sich ein Untersuchungsausschuss im Deutschen Bundestag mit dem Grubenunglück.
Am 7. Mai 1955 wurden drei Bergleute unter Tage eingeschlossen, als ein Blindschacht zu Bruch ging. Sie konnten nach vier Tagen, am 12. Mai 1955, durch den ersten Einsatz eines neuartigen, selbst entwickelten Rettungsgerätes, der nach dieser Zeche benannten Dahlbuschbombe, gerettet werden. Am 3. August 1955 ereignete sich im Feldesteil „Hibernia“ eine weitere Schlagwetterexplosion, durch die ein Grubenbrand entstand. 42 Bergleute fielen diesem Unglück zum Opfer. 25 Bergleute, die sich nah bei dem Explosionsherd befanden, konnten aufgrund des starken Grubenbrandes nicht geborgen werden. Nach dem Abbruch der Rettungsarbeiten wurde diese Gänge zugemauert.
Ab 1958 wurden Förderung, Seilfahrt und Energieerzeugung auf Schacht 8 zusammengefasst. 1961 wurde der Feldesteil „Hibernia“ aufgegeben. Schacht Hibernia 1 wurde verfüllt.
1964 meldete die Dahlbusch AG die Zeche Dahlbusch zur Stilllegung an, da die verbliebenen Kohlenvorräte nicht mehr wirtschaftlich zu gewinnen waren und das kleine Grubenfeld keine weitere Expansion mehr zuließ.

## Stilllegung
Am 31. März 1966 wurde die letzte Förderschicht auf Dahlbusch 8 gefahren und die Zeche nachfolgend stillgelegt. In den Folgejahren wurden die Schächte verfüllt und die Tagesanlagen nahezu restlos abgebrochen.

## Heutiger Zustand
Das Gelände der Schachtanlage Dahlbusch 1/7 (Schacht Berger) wird heute zum Teil durch die Solarfabrik Scheuten Solar (Fabrikation von Solarzellen) genutzt. Das Gelände der Schachtanlage Dahlbusch 3/4/6 beherbergt zum Teil Kleingewerbebetriebe und ist zum anderen Teil ungenutzt. Das Gelände der Schachtanlage Dahlbusch 2/5/8 ist saniert und wartet auf die weitere Bebauung. Im Jahr 2006 ging der damalige Eigentümer dieses Geländes in Konkurs.
Die Aktien der in Dahlbusch AG umbenannten Gesellschaft waren bis zum März 2019 an der Börse notiert.

## Management
- Hermann Josef Abs (1901–1994), um 1940 Vorsitzender im Verwaltungsbeirat
- Karl Brüggemann, langjähriger kaufmännischer Direktor (Vorstandsmitglied)
- Robert Bürgers, 1932–1938 Mitglied der Rechnungsprüfungskommission, um 1940 Mitglied im Verwaltungsbeirat
- Albert Chaudron jun., 1897–1902 Mitglied der Rechnungsprüfungskommission
- J. Chaudron, 1851–1873 Mitglied im Verwaltungsrat, 1873–1905 Aufsichtsratsvorsitzender
- Karl Holstein (1908–1983), Aufsichtsratsmitglied
- Wilhelm Kesten, 1912–1935 Vorstandsvorsitzender, später Aufsichtsratsmitglied
- Ernst Koenigs (1843–1904), 1873–1880 Aufsichtsratsmitglied
- Heinrich Kost (1890–1978), 1933–1952 Aufsichtsratsmitglied
- Hermann Lüthgen, 1905–1912 Vorstandsvorsitzender
- Werner Lüthgen, ab 1934 Vorstandsmitglied, 1935–1960 Vorstandsvorsitzender
- Bruno Schulz-Briesen (1832–1919), ab 1863 Direktor, ab 1873 Vorstandsmitglied, 1879–1899 Vorstandsvorsitzender
- Max Schulz-Briesen, ab 1899 Vorstandsmitglied
- Georg Solmssen (1869–1957), 1934–1939 Aufsichtsratsvorsitzender
- Eugen Tomson (1842–1905, Entwickler der Fördergerüst-Bauart Tomson-Bock), 1900–1905 Vorstandsvorsitzender